# 17078 Селлерс
17078 Селлерс (17078 Sellers) — астероїд головного поясу, відкритий 24 квітня 1999 року.
Тіссеранів параметр щодо Юпітера — 3,201.